# 尤里·格拉兹科夫
尤里·尼古拉耶维奇·格拉兹科夫（俄語：Юрий Николаевич Глазков，1939年10月2日—2008年12月9日），苏联宇航员。

## 生平
1939年10月2日，格拉兹科夫生于苏联莫斯科。1954年毕业于莫斯科第623中学。1955年至1957年就读于斯塔夫罗波尔苏沃洛夫军校。1962年毕业于哈尔科夫高等航空工程军事学校。此后在第686工厂、苏军战略导弹部队任职。1965年入选宇航员队伍。
1976年10月，他担任联盟23号飞行工程师罗日杰斯特文斯基的替补。1977年2月7日，他作为飞行工程师，和戈尔巴特科乘坐联盟24号宇宙飞船和礼炮5号空间站对接。他们在空间站上测试了失重对人类的影响。2月25日完成任务返回地球。
1982年，他离开宇航员队伍。同年进入加加林宇航员培训中心工作，任一部科长、试验室主任工程师。1986年6月任二部副部长、首席测试工程师。1987年9月任二部（培训部）部长。1989年3月任加加林宇航员培训中心副主任，主管科学工作。1990年2月19日被授予空军少将军衔。1991年10月通过博士论文答辩，获得全博士学位。1992年4月任加加林宇航员培训中心第一副主任，负责航天和飞行训练工作。2000年2月因年龄原因退休。2008年12月9日逝世。

## 荣誉
- 蘇聯英雄（1977年）
- 三级祖国功勋勋章（2000年）
- 四级祖国功勋勋章（1996年）
- 列寧勳章（1977年）
- 红星勋章（1985年）
- 守卫苏联国界有功奖章（1977年）
- 开垦处女地奖章（1977年）
- 巩固战斗友谊奖章（1991年）
- 友谊勋章（哈萨克斯坦，1998年）
- 苏联国家奖（1987年）
- 俄罗斯联邦国家奖（1999年）